# 相田晃輔
相田 晃輔（あいた こうすけ、1998年10月2日 - ）は、日本の元カーリング選手。北見工業大学卒業。

## 経歴
北海道北見市常呂町出身。
2016年
2016年リレハンメルユースオリンピックのカーリング競技に日本代表として出場。
2018年
第35回日本カーリング選手権大会準優勝。
2018年パシフィックアジアカーリング選手権大会優勝。
2019年
第36回日本カーリング選手権大会優勝。
2019年世界男子カーリング選手権大会に日本代表のリザーブとして出場。
2019年パシフィックアジアカーリング選手権大会準優勝。
2020年
第37回日本カーリング選手権大会優勝。
2021年
第38回日本カーリング選手権大会優勝
北見工業大学を卒業。実家の漁師を継ぐために、カーリング選手との二刀流にチャレンジすることを発表
2022年
北海道コンサドーレ札幌カーリングチームを退団。KiT CURLING CLUBに加入。
2024年
4月：KiT CURLING CLUBを退団し、カーリング選手を引退。今後は漁師（相田水産）に専念する。

## チーム

### 4人制男子
| シーズン | スキップ | サード   | セカンド | リード   | リザーブ | 備考                |
| -------- | -------- | -------- | -------- | -------- | -------- | ------------------- |
| 2017–18  | 松村雄太 | 谷田康真 | 阿部晋也 | 相田晃輔 | 齊藤太賀 | JCC2018             |
| 2018–19  | 松村雄太 | 清水徹郎 | 谷田康真 | 阿部晋也 | 相田晃輔 | PACC 2018、WMCC2019 |
| 2019–20  | 松村雄太 | 清水徹郎 | 谷田康真 | 相田晃輔 | 阿部晋也 | PACC2019            |
| 2020–21  | 松村雄太 | 清水徹郎 | 谷田康真 | 阿部晋也 | 相田晃輔 | JCC 2021            |
| 2021–22  | 松村雄太 | 清水徹郎 | 谷田康真 | 阿部晋也 | 相田晃輔 | HBCC2021, OQE 2021  |
| 2021–22  | 谷田康真 | 清水徹郎 | 相田晃輔 | 阿部晋也 |          | JCC 2022            |
| 2022–23  | 平田洸介 | 臼井慎吾 | 目黒良太 | 三浦善也 | 相田晃輔 | JCC 2023            |
| 2023–24  | 平田洸介 | 臼井慎吾 | 目黒良太 | 三浦善也 | 相田晃輔 | JCC 2024            |

### ミックス
| シーズン | スキップ | サード   | セカンド | リード     | リザーブ | 備考    |
| -------- | -------- | -------- | -------- | ---------- | -------- | ------- |
| 2015–16  | 伊藤昴太 | 松澤弥子 | 相田晃輔 | 佐々木穂香 |          | YOG2016 |

### ミックスダブルス
| シーズン | 女性              | 男性     | 備考      |
| -------- | ----------------- | -------- | --------- |
| 2015–16  | Nadezhda Karelina | 相田晃輔 | YOG2016   |
| 2019–20  | 松澤弥子          | 相田晃輔 | JMDCC2020 |

## 戦績

### 日本選手権
- 第35回日本カーリング選手権大会（2018年）： 銀メダル（チーム北海道）
- 第36回日本カーリング選手権大会（2019年）： 金メダル（コンサドーレ）
- 第37回日本カーリング選手権大会（2020年）： 金メダル（コンサドーレ）
- 第38回日本カーリング選手権大会（2021年）： 金メダル（コンサドーレ）
- 第39回日本カーリング選手権大会（2022年）： 銅メダル（コンサドーレ）
- 第40回日本カーリング選手権大会（2023年）： 銀メダル（北見協会）
- 第41回日本カーリング選手権大会（2024年）：5位（北見協会）